# ناتال
ناتال (وتلفظ «نتاو») مدينية برازيلية وهي عاصمة ولاية ريو غراندي دو نورتي وبلغ عدد سكانها في 2007 ال801,752 نسمة وتلقب بمدينة الـشـمـس وتعتبر من المدن السياحية حيث يزورها ما يقارب مليوني شخص بالسنة.

## المناخ
يظهر الجدول التالي التغييرات المناخية على مدار السنة لناتال:
| البيانات المناخية لـناتال | البيانات المناخية لـناتال | البيانات المناخية لـناتال | البيانات المناخية لـناتال | البيانات المناخية لـناتال | البيانات المناخية لـناتال | البيانات المناخية لـناتال | البيانات المناخية لـناتال | البيانات المناخية لـناتال | البيانات المناخية لـناتال | البيانات المناخية لـناتال | البيانات المناخية لـناتال | البيانات المناخية لـناتال | البيانات المناخية لـناتال |
| الشهر | يناير                     | فبراير                    | مارس                      | أبريل                     | مايو                      | يونيو                     | يوليو                     | أغسطس                     | سبتمبر                    | أكتوبر                    | نوفمبر                    | ديسمبر                    | المعدل السنوي             |
| --- | ------------------------- | ------------------------- | ------------------------- | ------------------------- | ------------------------- | ------------------------- | ------------------------- | ------------------------- | ------------------------- | ------------------------- | ------------------------- | ------------------------- | ------------------------- |
| الدرجة القصوى °م (°ف) | 33.4 (92.1)               | 33.2 (91.8)               | 33.8 (92.8)               | 33 (91)                   | 32.4 (90.3)               | 32.2 (90.0)               | 30.8 (87.4)               | 31.2 (88.2)               | 30.8 (87.4)               | 32 (90)                   | 32.1 (89.8)               | 34 (93)                   | 34 (93)                   |
| متوسط درجة الحرارة الكبرى °م (°ف) | 30.4 (86.7)               | 30.6 (87.1)               | 30.6 (87.1)               | 30.2 (86.4)               | 29.7 (85.5)               | 28.7 (83.7)               | 28.3 (82.9)               | 28.4 (83.1)               | 29 (84)                   | 29.8 (85.6)               | 30 (86)                   | 30.3 (86.5)               | 29.7 (85.5)               |
| متوسط درجة الحرارة الصغرى °م (°ف) | 24.3 (75.7)               | 24.3 (75.7)               | 24 (75)                   | 23.3 (73.9)               | 22.7 (72.9)               | 21.5 (70.7)               | 20.7 (69.3)               | 21 (70)                   | 22 (72)                   | 23.3 (73.9)               | 24 (75)                   | 24.4 (75.9)               | 23 (73)                   |
| أدنى درجة حرارة °م (°ف) | 18.4 (65.1)               | 19 (66)                   | 18.2 (64.8)               | 18 (64)                   | 18 (64)                   | 17 (63)                   | 16.4 (61.5)               | 15.4 (59.7)               | 16.6 (61.9)               | 17.4 (63.3)               | 17.9 (64.2)               | 18.4 (65.1)               | 15.4 (59.7)               |
| الهطول مم (إنش) | 61.1 (2.41)               | 94.4 (3.72)               | 203.3 (8.00)              | 272.2 (10.72)             | 236.2 (9.30)              | 353.6 (13.92)             | 242.2 (9.54)              | 134.7 (5.30)              | 47.7 (1.88)               | 22.1 (0.87)               | 28.4 (1.12)               | 25.5 (1.00)               | 1٬721٫4 (67.77)           |
| متوسط أيام هطول الأمطار (≥ 1 mm) | 7                         | 8                         | 14                        | 17                        | 15                        | 19                        | 16                        | 14                        | 8                         | 4                         | 4                         | 5                         | 131                       |
| متوسط الرطوبة النسبية (%) | 78.2                      | 78.5                      | 80.1                      | 82.8                      | 82.7                      | 84.5                      | 82.8                      | 80.5                      | 78.6                      | 76.9                      | 77.8                      | 78.4                      | 80.2                      |
| ساعات سطوع الشمس الشهرية | 259                       | 226.4                     | 234.4                     | 208.7                     | 224.8                     | 198.6                     | 215.4                     | 245                       | 264.4                     | 291.9                     | 279.2                     | 284.3                     | 2٬932٫1                   |
| المصدر: Brazilian National Institute of Meteorology (INMET) (normals 1981-2010; extremes: 1 Jan 1961-31 Dec 1970, 1 Aug 1983-31 Dec 1984, 1 Jan 1986-present) |                           |                           |                           |                           |                           |                           |                           |                           |                           |                           |                           |                           |                           |

## توأمة
لناتال اتفاقيات توأمة مع كل من:
- بيت لحم
- قرطبة
- بورتو أليغري
- ريو دي جانيرو
- سالفادور

## أعلام
- أوسكار شميت
- مارينيو تشاغاس
- ماتوزاليم
- ألف شفارتز
- أنتونيو كارلوس دا سيلفا نيتو
- كافيه فيلهو